# Wivi Lönn
Wivi Lönn (née Olivia Mathilda Lönn le 20 mai 1872 à Onkiniemi, Tampere, et morte le 27 décembre 1966 à Helsinki) était une architecte finlandaise et la première femme architecte à établir son propre bureau d'architecte en Finlande,.

## Jeunesse et études

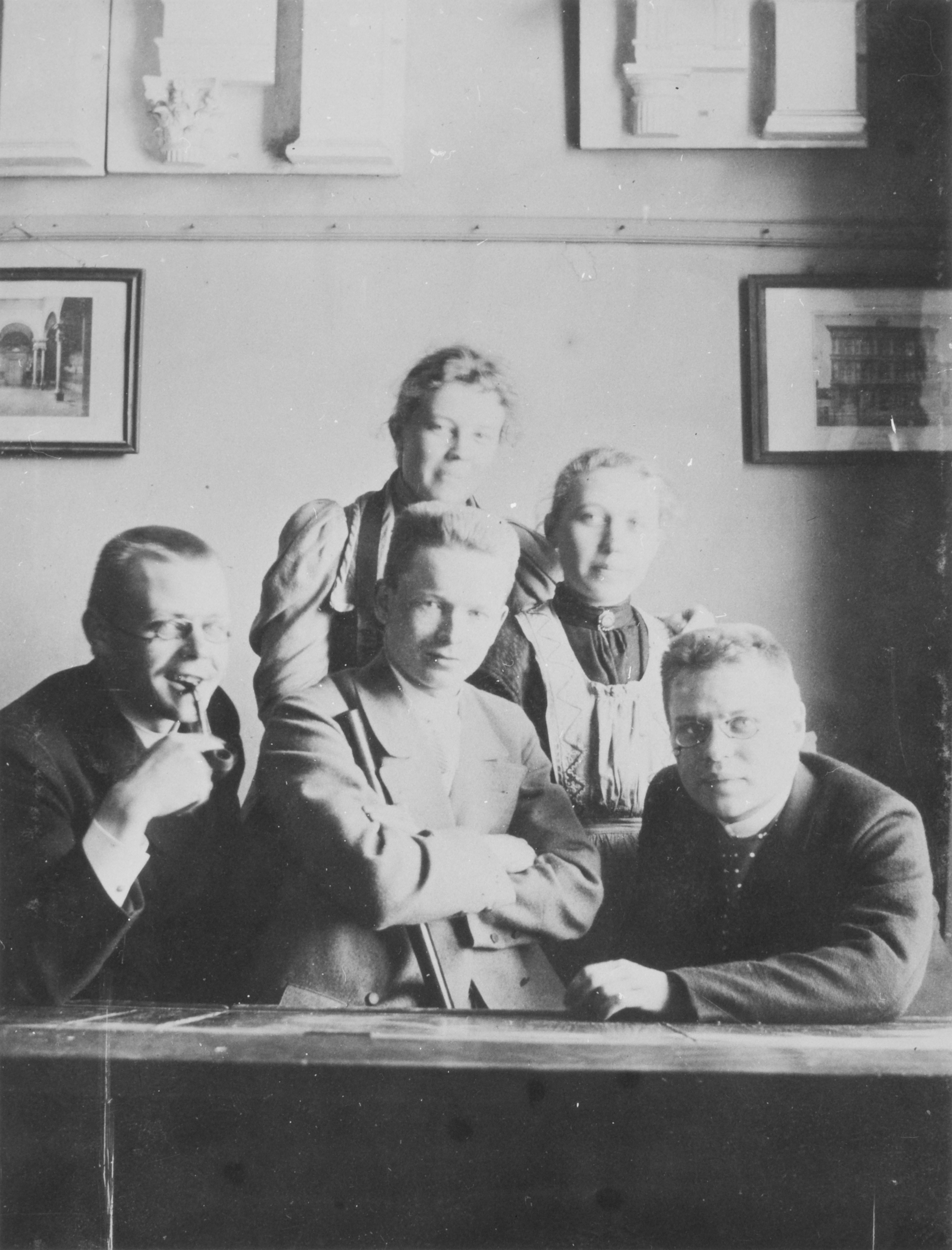
Wivi Lönn (au second plan à droite) avec des étudiants en architecture. Au premier plan Torsten Montell, Eliel Saarinen et Armas Lindgren. Au second plan près de Wivi Lönn Albertina Östman.

Olivia Mathilda Lönn naît à Tampere en 1872. Son père est le maître brasseur Emanuel Wilhelm Lönn et sa mère Johanna Maria Mathilda Sirén.
Olivia est le deuxième enfant de la famille. Son frère aîné Fredrik Wilhelm est né en 1870. Après Olivia, Emil Arvid naît en 1874 et Aina Maria en 1876.
La famille vit près de la brasserie d'Onkiniemi dans une villa qui appartient à l'entreprise.
Dans son grand âge, Wivi Lönn se souviendra encore de la maison de son enfance, belle et confortable.
En 1888, sa mère Mathilda devient veuve chargée de quatre enfants en raison du décès du père de famille et la famille a des difficultés financières.
Mathilda Lönn déménage avec ses enfants à Amuri. La mère n'a pas les moyens d'éduquer ses enfants jusqu'au baccalauréat mais tous étudient à l'école secondaire.
En 1891, Wivi Lönn obtient un diplôme d'études secondaires de l'école de filles de Tampere.
Il a passé huit ans à terminer ses six années d'études.
La prolongation étant peut-être due à la maladie, elle est souvent notée absente au cours des deux premières années.
Pendant ses études secondaires, Wivi Lönn a un excellent professeur de mathématiques et elle maîtrise les mathématiques du niveau du lycée.
En mathématiques, elle est la meilleure de sa classe.
En 1892, Wivi Lönn entre au département de construction de l'école industrielle de Tampere, où elle obtient son diplôme en mécanique et construction.
Elle est la deuxième élève féminine de l'école.
Le choix de carrière de Wivi Lönn a probablement été influencé par l'exemple de sa mère, une femme forte et autonome qui gagne sa vie grâce à un emploi rémunéré.
Mathida Lönn encourage sa fille à poursuivre une carrière artistique et à acquérir une bonne éducation.
Ses dons artistiques et mathématiques sont probablement hérités de la famille de la mère de Wivi Lönn, la famille Sirén comprenant, entre autres, l’architecte Johan Sigfrid Sirén.
À l'école industrielle, elle la seule file d'un groupe de 14 élèves.
Elle est traitée avec beaucoup de considération et il est jugé inapproprié qu'elle s'assoie à côté des garçons. Elle reçoit beaucoup de cours individuels, ce qui est pour elle un grand avantage professionnel.
Pendant les travaux pratiques, l'enseignant est toujours à côté de Wivi Lönn et les examens et contrôles de connaissances sont réalisés en privé.
Wivi Lönn termine en un an le parcours de deux années.
Elle est la meilleure élève de son groupe et c’est pourquoi le directeur et architecte Georg Schreck recommande qu'elle étudie l'architecture à l'école supérieure technique de Finlande.
À l'automne de 1893, Wivi Lönn est admise comme étudiante supplémentaire au département d'architecture de l'école supérieure technique de Finlande.
Elle ne peut pas devenir étudiante à temps plein, car il lui aurait fallu pour cela avoir un baccalauréat ou un certificat de fin d'études du lycée.
Wivi Lönn étudie à l'école supérieure technique de Finlande pendant trois ans et obtient son diplôme d'architecte en 1896.
Avant Wivi Lönn, quatre femmes avaient étudié au département d’architecture.
Trois d'entre elles obtiendront leur diplôme avant Wivi Lönn, qui est devenue la quatrième femme architecte finlandaise.

## Sa carrière

### Ses débuts
Pour des raisons financières, Wivi Lönn commence à travailler au cabinet d'architecte de son ancien professeur Onni Tarjanne avant d'obtenir son diplôme.
Au cabinet d'Onni Tarjanne, elle participe à la conception du théâtre national.
Après avoir obtenu son diplôme, Wivi Lönn travaillera de juillet 1896 à octobre 1897, au cabinet de Gustaf Nyström, professeur principal d'architecture.
Gustaf Nyström la soutient au début de sa carrière en lui confiant des responsabilités.
Alors qu'elle travaille au cabinet de Gustaf Nyström, son ancienne école finnoise pour filles de Tampere lui demande de concevoir un nouveau bâtiment scolaire.
Grâce à cette commande, Wivi Lönn décide de fonder son propre cabinet d'architecte à Tampere. Elle devient ainsi la première femme architecte indépendante de Finlande.
La majeure partie de la production de Lönn Wivi date du début du XXe siècle et elle a tellement de travail qu'elle doit embaucher des assistants, dont beaucoup de femmes, y compris l'architecte Hilja Gestrin.
Wivi Lönn aura jusqu'à six employés. Elle est très exigeante et vérifie leur travail le soir. Wivi Lönn assurera toujours elle-même la partie créative des projets,.
Wivi Lönn demande une bourse à l'école de filles pour faire un voyage d'étude en raison de la commande.
Grâce à la recommandation de Gustaf Nyström, la bourse lui est accordée pour lui permettre de faire un long voyage d'étude en Europe.
Nyström a déclaré, dans sa lettre de recommandation à la Fédération Concordia, que Wivi Lönn a de grand talents d'architecte.
Lönn veut étudier avec soin le projet d'école de filles et la destination principale du voyage de l'été 1898 est l'Écosse, connue dans les pays nordiques pour son architecture en granite.
Wivi Lönn sera influencée par l'aménagement des écoles britanniques et commencera à appliquer le principe de regroupement des locaux scolaires autour de halls ouverts.
L’école de filles de Tampere est représentative d’une architecture d’école novatrice en Finlande.
Wivi Lönn a conçu les salles de classe autour des halls et de larges couloirs d'entrée pour y laisser les vêtements utilisés à l'extérieur.

### Période à Jyväskylä

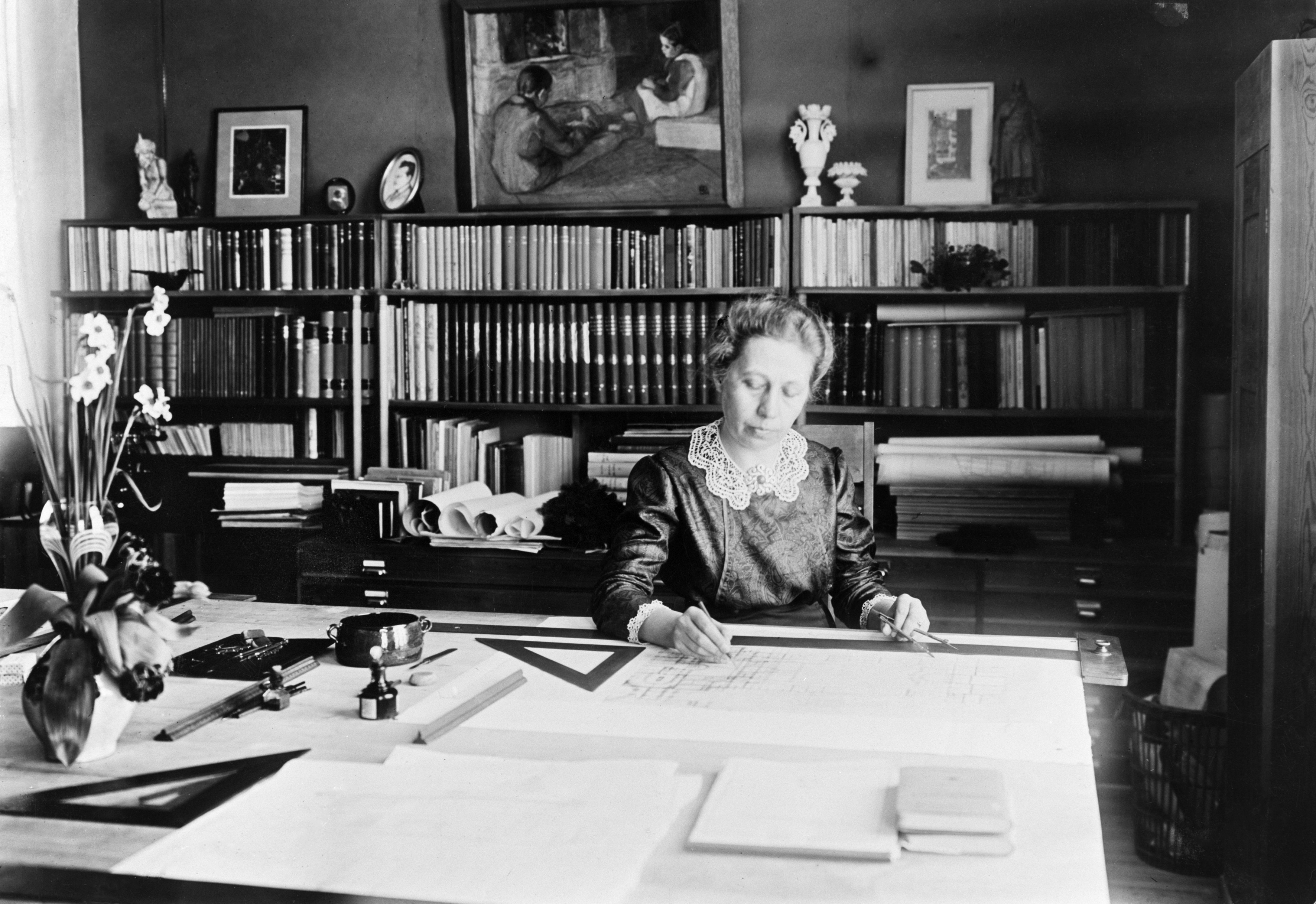
Wivi Lönn dans son cabinet vers 1918

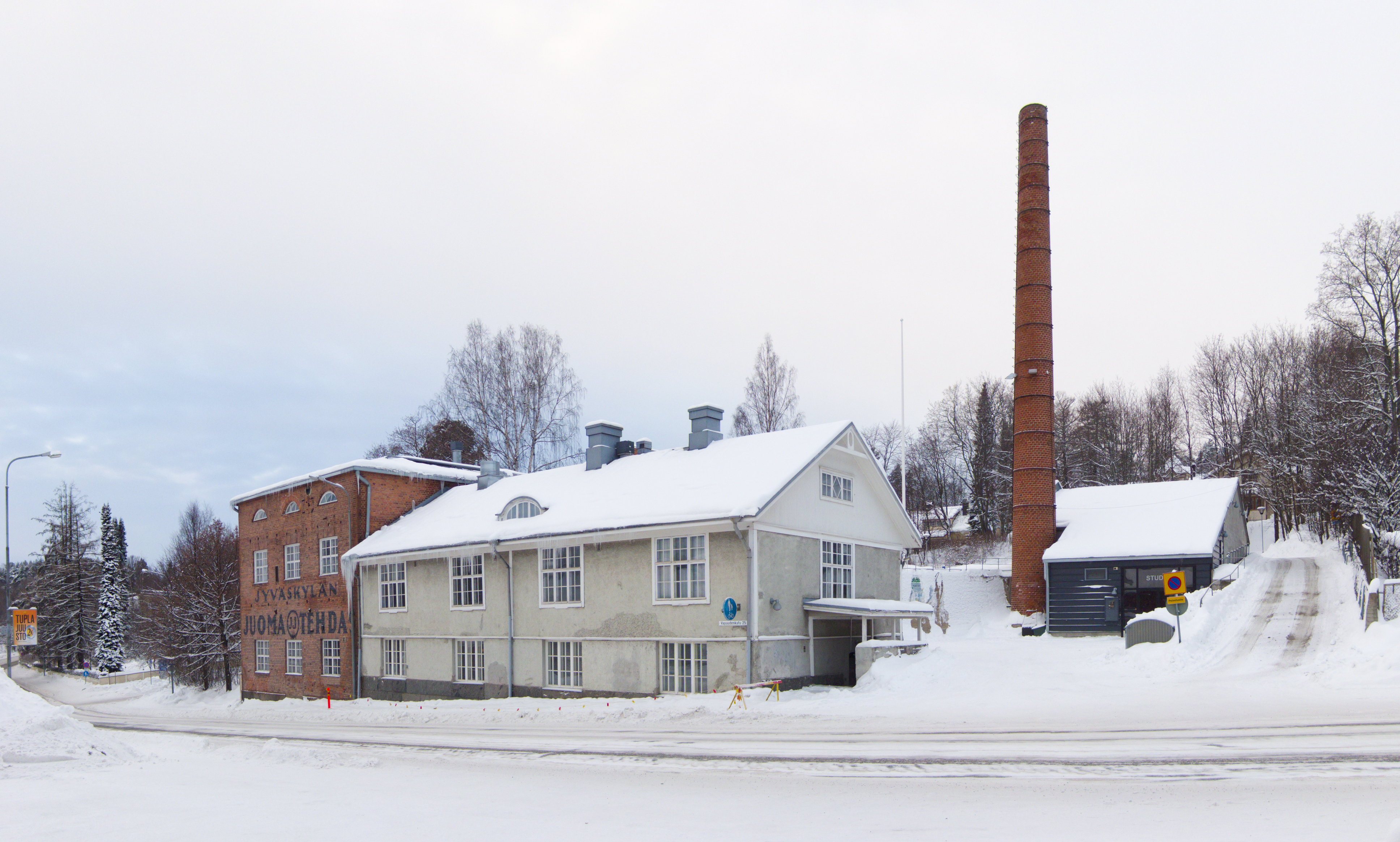
L'usine de boisson conçue par Wivi Lönn

En 1911, Wivi Lönn déménage de Tampere à Jyväskylä pour s'installer à Seminaarinmäki, dans une villa qu'elle a conçue pour elle-même.
Wivi Lönn avait apparemment plusieurs raisons de s'installer à Jyväskylä.
Elle mentionne, entre autres raisons, qu'elle s'est échappée de Tampere à cause du rythme de travail et des appels téléphoniques.
Sa charge de travail à Tampere était si énorme qu'elle n'a pu se concentrer sur le travail de conception proprement dit, que pendant les fins de semaines et la nuit.
Ses frères Ville et Emil vivaient déjà à Jyväskylä.
Il a également été allégué que Lönn était fatiguée des critiques de ses collègues masculins à Tampere.
Le cabinet de Wivi Lönn à Jyväskylä est plus petit qu'à Tampere.
Elle y est assistée d'un maçon et d'un ingénieur à temps partiel.
Avant de s'y installer, Wivi Lönn avait déjà conçu des bâtiments à Jyväskylä.
Le premier de ceux-ci est le manoir de Kuokkala, achevé en 1904.
En 1908, elle conçoit pour son frère Ville, la maison de l'usine de boissons, en 1910, la maison du directeur général W. W. Pesonius et en 1911la maison du marchand E. F. Nousiainen.
En 1912, Lönn conçoit quatre villas, deux pour Kaarle Oksala, enseignant au séminaire de Jyväskylä, une pour Martti Airila et la quatrième pour son frère Emil.
En outre, Wivi Lönn a conçu la maison de Anton Heinonen et en 1914 la maison de l'ingénieur J. F. Karpio. Toutes se trouvent à Seminaarinmäki
.
En plus des habitations, Lönn conçoit d'autres bâtiments à Jyväskylä, en 1912, une nouvelle école primaire, en 1914, un nouveau bâtiment pour l'Armée du Salut et une piscine puis en 1915, une extension du bureau de poste.
Elle continue aussi de concevoir des bâtiments scolaires. L'école d'artisanat de Naantali est bâtie en 1911, l'école de Jyväskylä en 1912, le lycée mixte de Rauma en 1912, l'école primaire de Lappeenranta en 1912-1913, l'école primaire mixte de Kristiina en 1913-1915.
En 1914, Wivi Lönn élabore les plans de l’école mixte de Rovaniemi, de l'école de Säynätsalo et de l'université populaire de Jämsä.
Les plans de l'université populaire d’Ostrobotnie centrale et de l’école de Nuoliala sont achevés au cours de l’année 1917.
À Jyväskylä, Wivi Lönn se lie d'amitié avec Hanna Parviainen, dont le père, Johan Parviainen, a fondé une scierie à Säynätsalo en 1897.
Les liens d'amitié de Lönn et d'Hanna Parviainen sont étroits, elle voyagent beaucoup ensemble en Europe. Elles ont un appartement à Paris.

### Fin de carrière à Helsinki
La phase active de la carrière de Wivi Lönn a duré un peu plus de 15 ans.
Même dans les années 1920, elle continue de se concentrer sur quelques grands projets et refuse de nombreuses demandes en raison de ses voyages avec Hanna Parviainen.
La mère de Wivi Lönn pense que son amitié avec Hanna Parviainen est un frein à sa carrière d'architecte.
En 1919, à la demande de sa mère, Wivi Lönn achète une maison dans le quartier de Kulosaari à Helsinki et s'y installe.
Cependant, l’amitié entre Wivi Lönn et Hanna Parviainen ne cessera pas, car l’année suivante, Hanna Parviainen construira une maison sur le terrain voisin.
Dans les années 1920, Wivi Lönn conçoit, pour l'entreprise Parviainen, des modèles de logements pour les travailleurs, de jardins d'enfants, de maisons de repos et d'hôpitaux.
Lorsque l’économie des entreprises industrielles s’effondre au début des années 1930, une partie des projets de Wivi Lönn ne se concrétiseront pas.
Grâce à Hanna Parviainen, Wivi Lönn fait connaissance avec d'autres familles industrielles comme les Serlachius et les Schauman.
Outre les immeubles de bureaux, ses projets industriels comprennent des résidences pour les sociétés Serlachius, les papeteries de Kangas et l'entreprise Tikkakoski.
Le plus grand projet industriel de Wivi Lönn est la construction d'un grand entrepôt pour la société Verkatehdas et l'agrandissement d'un immeuble de bureaux conçu par Theodor Höijer.
En 1927, Lönn déménage dans la maison association des jeunes femmes chrétiennes rue du chemin de fer septentrionale à Helsinki.
Hanna Parviainen a fait don de 10 millions de FIM pour la construction et Wivi Lönn a tracé les plans avec Aili-Salli Ahde-Kjäldman.
Grâce à un don de Parviainen, Wivi Lönn et Hanna Parviainen ont appartement réservé dans l'immeuble.
Après le décès de Hanna Parviainen, Wivi Lönn y habitera jusqu'à sa mort en 1966.
Depuis 1969, le bâtiment est devenu l'hôtel Helka.
Au début des années 1930, Wivi Lönn a cessé ses activités d'architecte.
Sa dernière œuvre majeure l'observatoire de Sodankylä, date de 1944.
Wivi Lönn est la tante du directeur de l'observatoire Eyvind Sucksdorff.
Wivi Lönn conçoit bénévolement le bâtiment principal de l'observatoire.
Les plans seront oubliés pendant quelques années et le bâtiment ne sera achevé qu'en 1950,.
L'abandon de sa carrière par Wivi Lönn a lieu à un moment où le style de construction passe du classicisme des années 1920 au fonctionnalisme.
Elle déclaré être dépassée par les nouveaux styles et, en particulier, par les nouveaux matériaux de construction.
Pour cette raison, elle juge plus sage de cesser son travail.
Après la fin de sa carrière, Wivi Lönn continuera à suivre activement les tendances architecturales.
En 1966, Wivi Lönn décède à Helsinki, à l'âge de 94 ans.
Elle est enterrée au cimetière de Kalevankangas dans sa ville natale de Tampere.

## Ouvrages

### Style et techniques
Le style de Wivi Lönn est typique de son époque et ne diffère pas beaucoup de celui des autres grands architectes.
Elle a aussi étudié la production de nombreux autres architectes finlandais.
Étudiante de Gustaf Nyström, elle travaille quelque temps avec Onni Tarjanne et Lars Sonck.
Son style est également clairement influencé par son ami Armas Lindgren.
Les ouvrages principaux de Wivi Lönn datent du début du XXe siècle, alors que domine l'Art nouveau.
Cependant, Wivi Lönn a un style plus international que national romantique et plus pratique que particulièrement original.
Les premiers bâtiments publics de sa première période ont des caractéristiques romantiques.
Puis elle évoluera progressivement vers un style plus rationaliste et, plus tard, elle rompra avec les idéaux du début du XXe siècle dans ses projets communs avec Armas Lindgren.
Les façades principales conçues par Wivi Lönn ont peu d'ornementation et sont plutôt ascétiques.
Les bâtiments conçus par Lönn sont souvent dominés par une tour imposante.
Wivi Lönn cherche l'authenticité dans ses matériaux. Pour cette raison, elle laisse visible la pierre naturelle, le bois et la maçonnerie.
Elle n'a presque pas utilisé de surfaces crépies.
Lönn est douée en dessin et en mathématiques. Elle a souvent effectué elle-même les calculs de résistance des matériaux et dimensionné les structures, par exemple, les poutres et les dômes.
Elle supervise aussi ses chantiers.

### Ouvrages réalisés
Les ouvrages conçus par Wivi Lönn sont particulièrement des écoles et des bâtiments pour les soins aux enfants ou aux personnes âgées.
Les écoles étaient le type de bâtiment le plus répandu dans la production de Wivi Lönn après celui des maisons individuelles.
En outre, elle a conçu quelques banques et pharmacies rurales.
Wivi Lönn a conçu plusieurs bâtiments pour des installations industrielles dans les années 1910 et 1920.
Les ouvrages conçus par Wivi Lönn et réalisés sont,,.
| Bâtiment                                        | Conception | Constr. | Lieu       | Réf.   |
| ----------------------------------------------- | ---------- | ------- | ---------- | ------ |
| Deux maisons individuelles                      | 1898       | 1898    | Tampere    |        |
| École de Pyynikki                               | 1899       | 1902    | Tampere    | [ 38 ] |
| École mixte de Kokemäki (agrandissement)        | 1901       |         | Kokemäki   |        |
| Villa de Vironmäki                              | 1902       |         | Tampere    | [ 39 ] |
| Maison de Kuutola                               |            | 1903    | Vilppula   | [ 40 ] |
| Maison Stoore                                   | 1903       | 1906    | Jyväskylä  | [ 41 ] |
| École d'économie                                | 1902–1904  | 1905    | Tampere    | [ 42 ] |
| Manoir de Kuokkala                              | 1904       | 1904    | Jyväskylä  |        |
| École d'Alexandre                               | 1903       | 1904    | Tampere    | [ 43 ] |
| Maison Ebeneser                                 | 1906       | 1908    | Helsinki   | [ 44 ] |
| Villa Kesämaa                                   | 1906       | 1906    | Tampere    | [ 45 ] |
| Villa Kesäranta                                 | 1907       |         | Tampere    | [ 39 ] |
| École primaire                                  | 1907       | 1907    | Forssa     |        |
| École primaire                                  | 1907       | 1907    | Karjaa     |        |
| Caserne centrale des pompiers                   | 1907       | 1908    | Tampere    | ,      |
| Salle de prière                                 | 1908       | 1908    | Tampere    | ,      |
| Institut des diaconesses                        | 1908       | 1908    | Sortavala  | ,      |
| Pavillon de jardin du Manoir de Haihara         | 1908       | 1908    | Tampere    | [ 52 ] |
| Maison du médecin de Jääski                     | 1908       | 1908    | Jääski     |        |
| École d'Otava                                   |            | 1908    | Iisalmi    | ,      |
| Maison Renfors                                  | 1908       | 1908    | Tampere    | ,      |
| Maison de Wille Lönn                            | 1908       | 1908    | Jyväskylä  |        |
| Lycée de Mikkeli                                | 1908       | 1909    | Mikkeli    | ,      |
| Manoir de Kaukajärvi                            | 1909       | 1909    | Tampere    | ,      |
| École mixte suédoise                            | 1909       | 1909    | Turku      |        |
| Rautatienkatu 9                                 | 1909       | 1909    | Lahti      |        |
| Maison W. Pesonius                              | 1910       | 1910    | Jyväskylä  | [ 41 ] |
| As Oy Kotila                                    | 1910       | 1911    | Lahti      | [ 61 ] |
| Maison de la société Sakala                     | 1911       | 1911    | Tartu      |        |
| École de commerce                               | 1911       | 1912    | Tampere    |        |
| Maison de la Säästöpankki                       | 1911       | 1911    | Tampere    |        |
| Kirkkokatu 10                                   | 1911       | 1911    | Oulu       |        |
| Maison de la banque nordique                    | 1911       | 1911    | Suolahti   | ,      |
| Gymnase du collège sportif de Varala            | 1911       | 1911    | Tampere    | ,      |
| Maison de Wivi Lönn                             | 1908–1911  | 1911    | Jyväskylä  |        |
| Maison de F. Nousiainen                         | 1911       | 1911    | Jyväskylä  | [ 41 ] |
| Institut de Haapavesi                           | 1907       | 1911    | Haapavesi  | ,      |
| Maison du directeur de Lapinniemi               | 1911       | 1912    | Tampere    | [ 68 ] |
| École d'artisanat et d'économie                 | 1912       | 1912    | Naantali   |        |
| Nouvelle maison des étudiants                   | 1912       | 1912    | Helsinki   | ,.     |
| Lycée de Rauma                                  | 1912       | 1914    | Rauma      | ,      |
| Lycée mixte de Joensuu                          | 1912       | 1912    | Joensuu    |        |
| École primaire Puisto                           | 1912       | 1912    | Jyväskylä  |        |
| Maison 1 de Kaarle Oksala                       | 1912       | 1912    | Jyväskylä  |        |
| Maison 2 de Kaarle Oksala                       | 1912       | 1921    | Jyväskylä  | [ 41 ] |
| Maison de Martti Airila                         | 1912       | 1912    | Jyväskylä  | ,      |
| Maison du directeur de Tampella                 | 1912       | 1912    | Tampere    |        |
| Opéra national d'Estonie                        | 1910–1913  | 1913    | Tallinn    |        |
| Immeuble de bureaux de Klapainen                | 1913       | 1913    | Ilmajoki   |        |
| École primaire                                  | 1913       | 1913    | Säynätsalo | [ 74 ] |
| Crèche                                          | 1913       | 1913    | Säynätsalo | [ 72 ] |
| Maison d'Anton Heinonen                         | 1913       | 1913    | Jyväskylä  |        |
| École mixte                                     | 1914       | 1914    | Rovaniemi  | ,      |
| Maison de l'armée du salut                      | 1914       | 1914    | Jyväskylä  |        |
| Maison de F. Karpio                             | 1914       |         | Jyväskylä  |        |
| Bâtiment du manoir d'Ylinen                     | 1915       | 1915    | Ylöjärvi   |        |
| Bâtiments du manoir de Sulkula                  | 1915       | 1915    | Jyväskylä  |        |
| Villa Koli                                      | 1915       | 1915    | Espoo      |        |
| Annexe du bureau de poste                       | 1915       |         | Jyväskylä  |        |
| Immeuble de bureaux des usines Parviainen Oy    | 1916       | 1916    | Säynätsalo |        |
| Grenier de Seminaarinmäki                       | 1916       | 1916    | Jyväskylä  |        |
| Maison du directeur des papeteries de Kangas    | 1916       | 1916    | Jyväskylä  |        |
| Immeuble de bureaux de l'usine de Tikkakoski    | 1917       | 1917    | Jyväskylä  |        |
| Logements des usines de Parviainen Oy           | 1917       | 1917    | Säynätsalo |        |
| Maison de Konsuli Friis                         | 1917       | 1917    | Hanko      |        |
| Maison d'Olán                                   | 1917       | 1917    | Tampere    |        |
| École primaire de Nuoliala                      |            | 1919    | Pirkkala   | [ 77 ] |
| Maison de l'usine Schauman                      | 1919       | 1919    | Tampere    |        |
| Maison individuelle                             | 1919       | 1919    | Tampere    |        |
| École primaire de Myllykylä                     | 1919       | 1919    | Tuusula    |        |
| Presbytère de Rauharanta                        |            | 1919    | Äänekoski  | [ 78 ] |
| Villa von Konov                                 | 1920       | 1920    | Kulosaari  |        |
| Bâtiment de Verkatehdas                         | 1921       | 1921    | Tampere    | ,      |
| Bâtiments de Verkatehdas                        | 1921–1923  | 1923    | Tampere    | ,      |
| Maison de A. W. Strenk                          | 1921       | 1921    | Jyväskylä  |        |
| Maison des enfants                              | 1923       | 1924    | Hyvinkää   | ,      |
| Maison de gymnastique de Wuorela                | 1923       | 1923    |            |        |
| Magasin de verkatehdas                          | 1921–1923  | 1923    | Tampere    | ,      |
| Crèche de l'usine de Parviainen                 | 1923       | 1923    | Säynätsalo |        |
| Bâtiment de l'école                             | 1924       | 1924    | Tampere    |        |
| Bâtiment principal de l'institut de Haapavesi   | 1917       | 1925    | Haapavesi  | ,      |
| Bâtiments des usines Parviainen Oy              | 1925       | 1925    | Säynätsalo |        |
| École primaire                                  | 1915, 1925 | 1926    | Savonlinna | [ 84 ] |
| Maison de retraite et hôpital                   | 1926       | 1926    | Säynätsalo |        |
| Bâtiments des usines Parviainen Oy              | 1926       | 1926    | Säynätsalo |        |
| Bâtiments des usines Parviainen Oy              | 1926       | 1926    | Säynätsalo |        |
| Plan d'aménagement de l'île de Muuratsalo       | 1926       | 1926    | Muurame    |        |
| Villa Anghern                                   | 1920       | 1926    | Biarritz   |        |
| Maison de retraite municipale                   | 1926–1927  | 1927    | Säynätsalo |        |
| Bâtiments des usines Parviainen Oy              | 1927       | 1927    | Säynätsalo |        |
| Hôtel Helka                                     | 1922–1928  | 1928    | Helsinki   |        |
| Thermes                                         | 1928       | 1928    | Kuopio     |        |
| Hôtel Hospitz                                   | 1930       | 1933    | Savonlinna | [ 85 ] |
| Observatoire                                    | 1940s      | 1940s   | Nurmijärvi |        |
| Bâtiment principal de l'observatoire de Tähtelä | 1944–1945  | 1950    | Rovaniemi  | ,      |

### Galerie

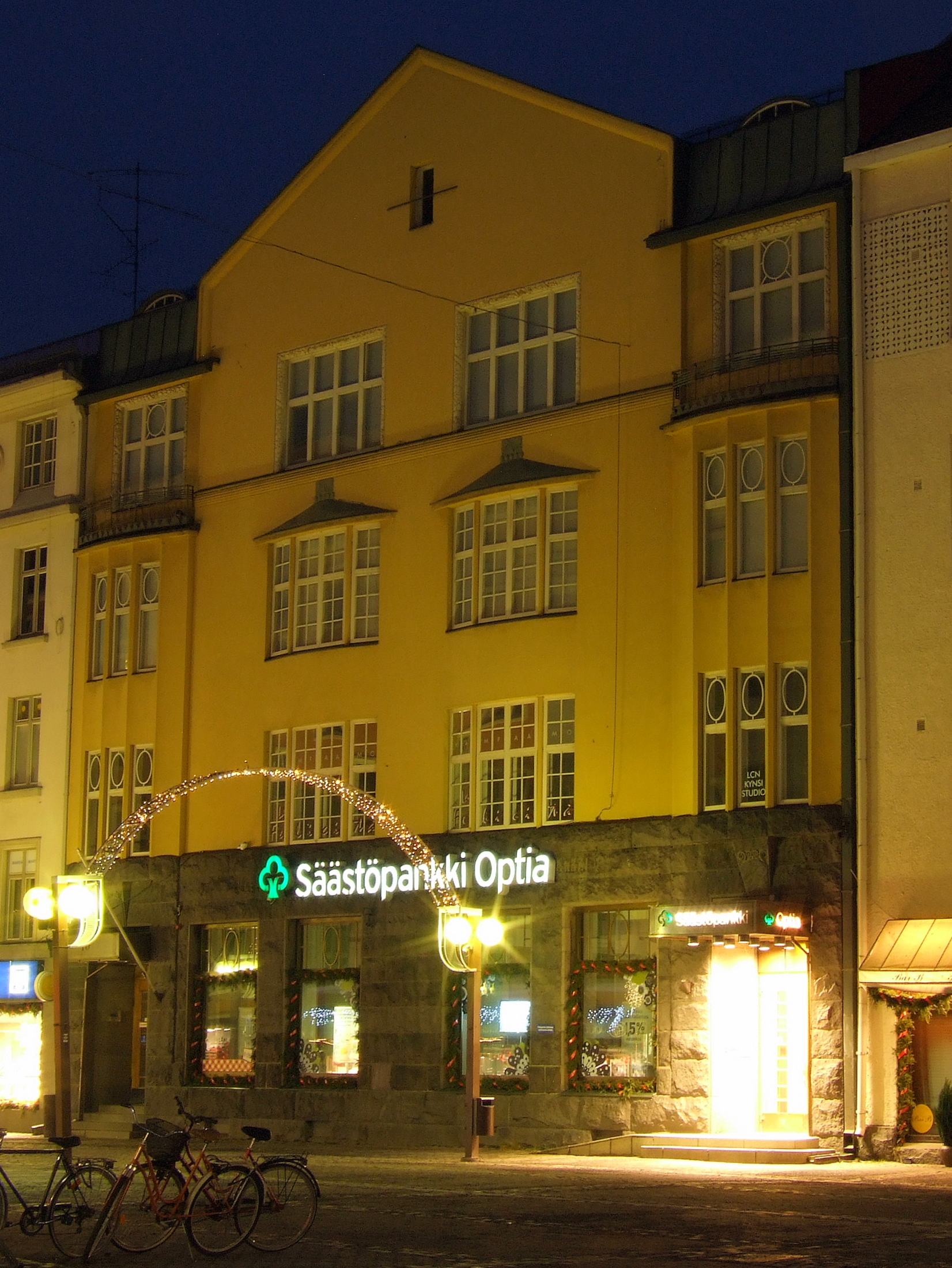
Kirkkokatu 10, Oulu
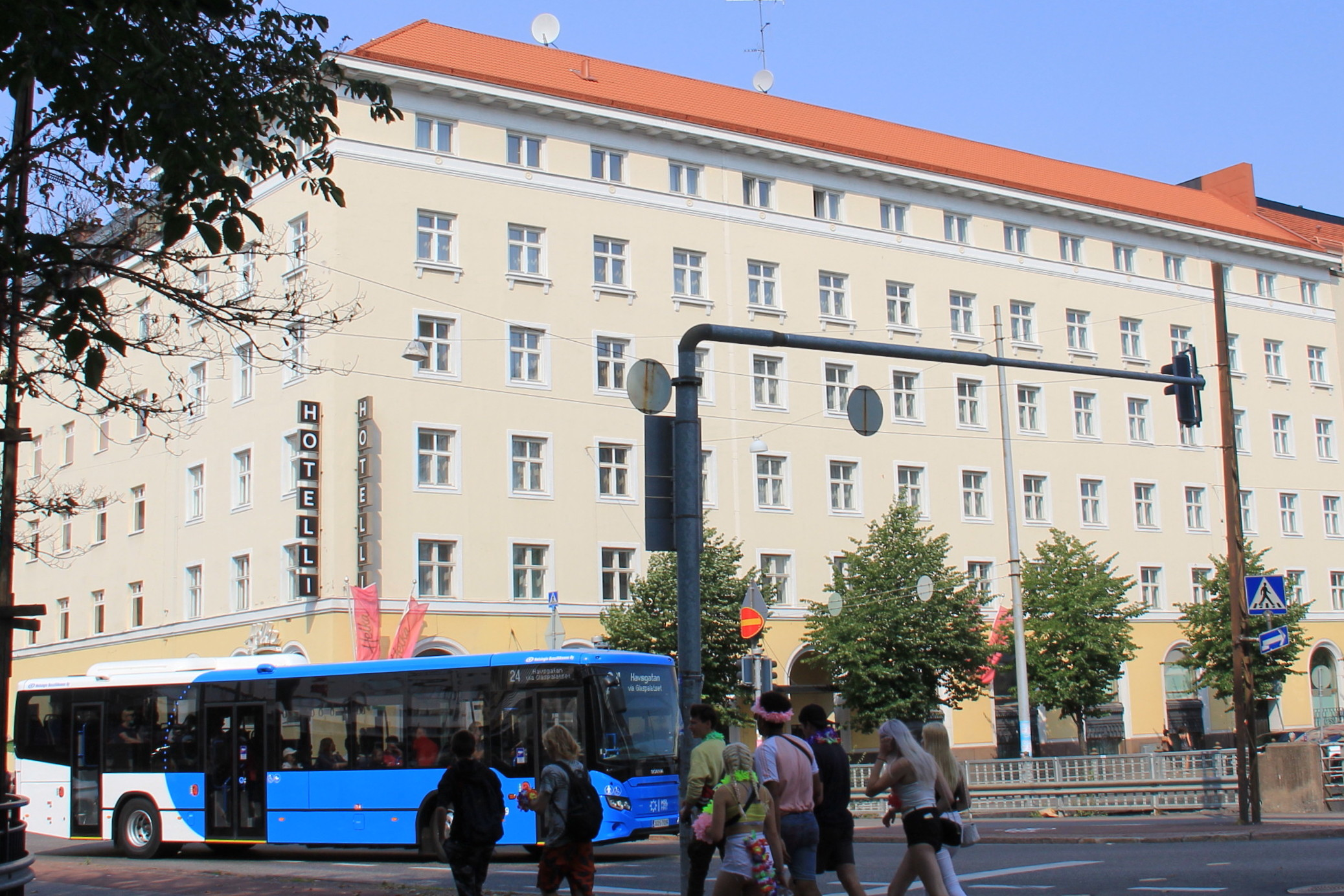
Hôtel Helka, Etu-Töölö, Helsinki
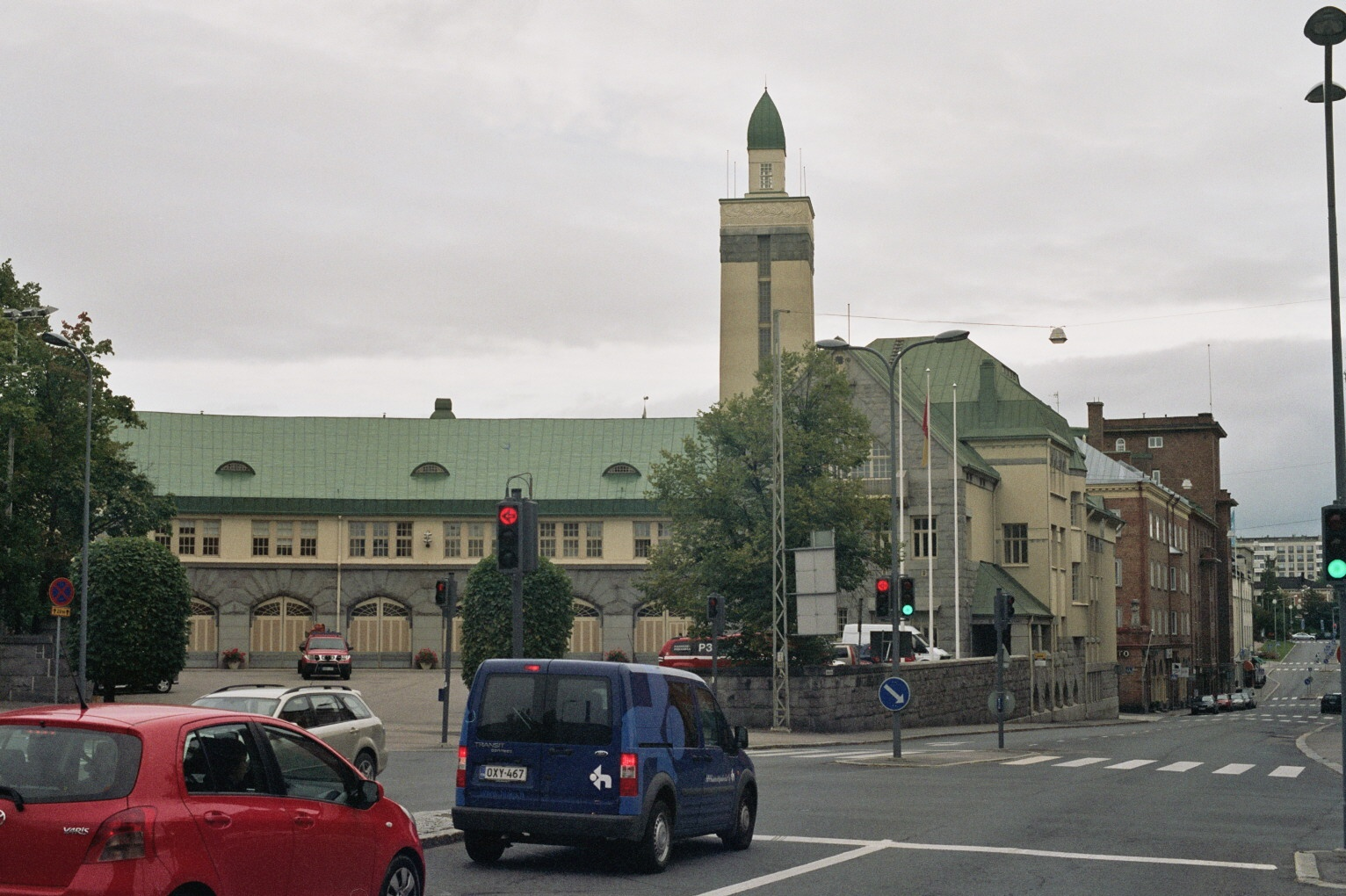
Caserne centrale des pompiers, Tampere

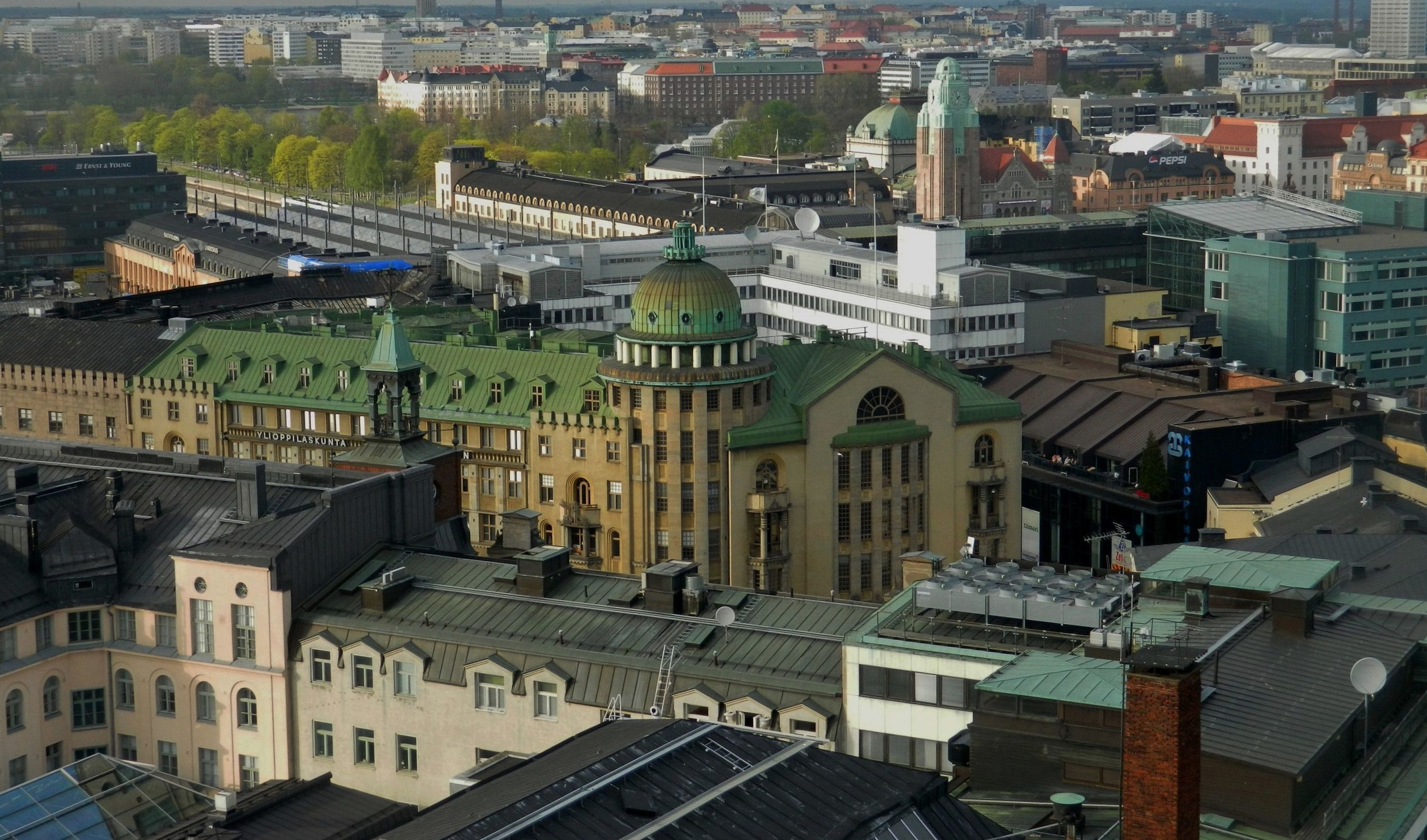
Nouvelle maison des étudiants d’Helsinki
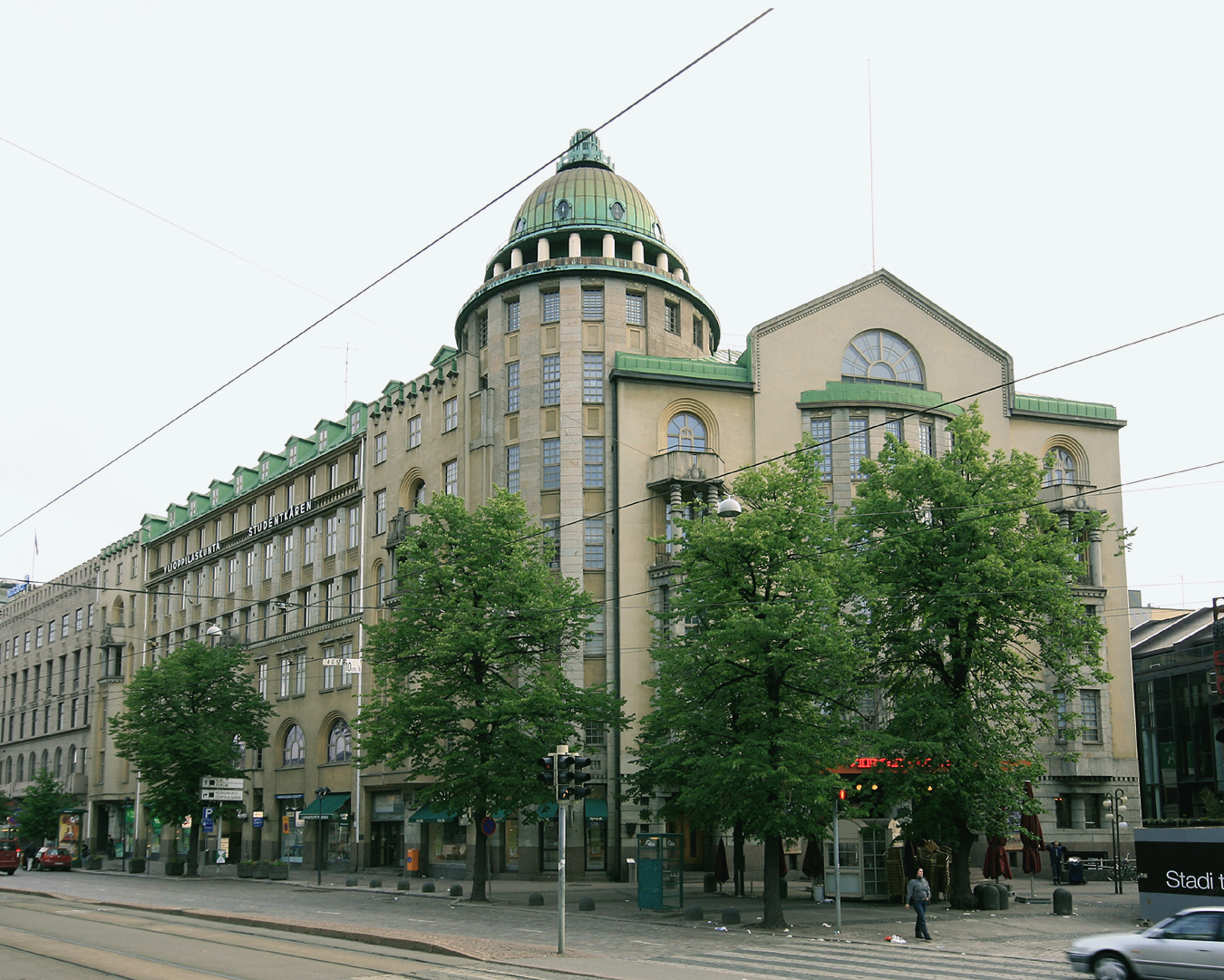
Nouvelle maison des étudiants d’Helsinki

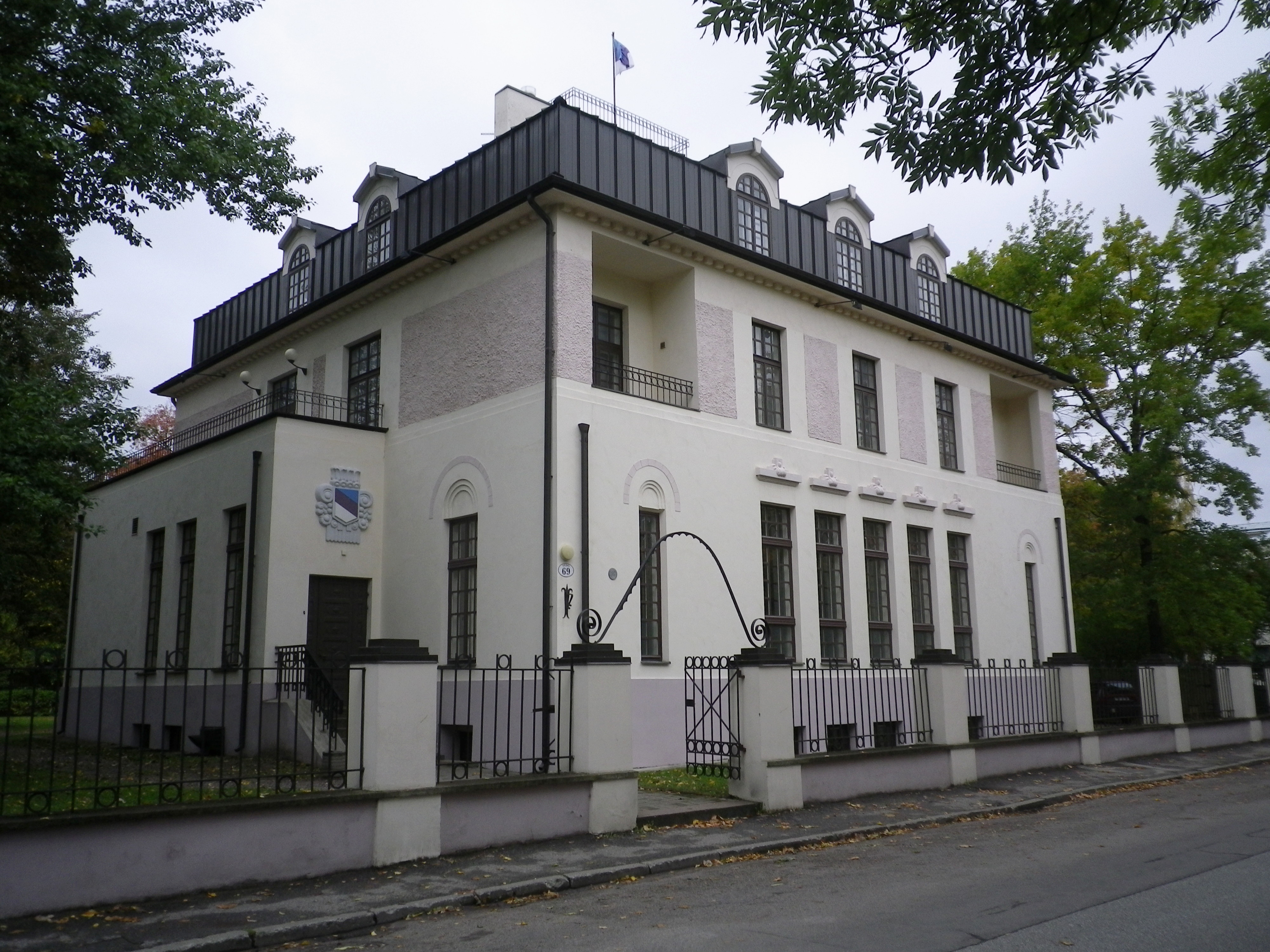
Bâtiment de la corporation étudiante Sakala.
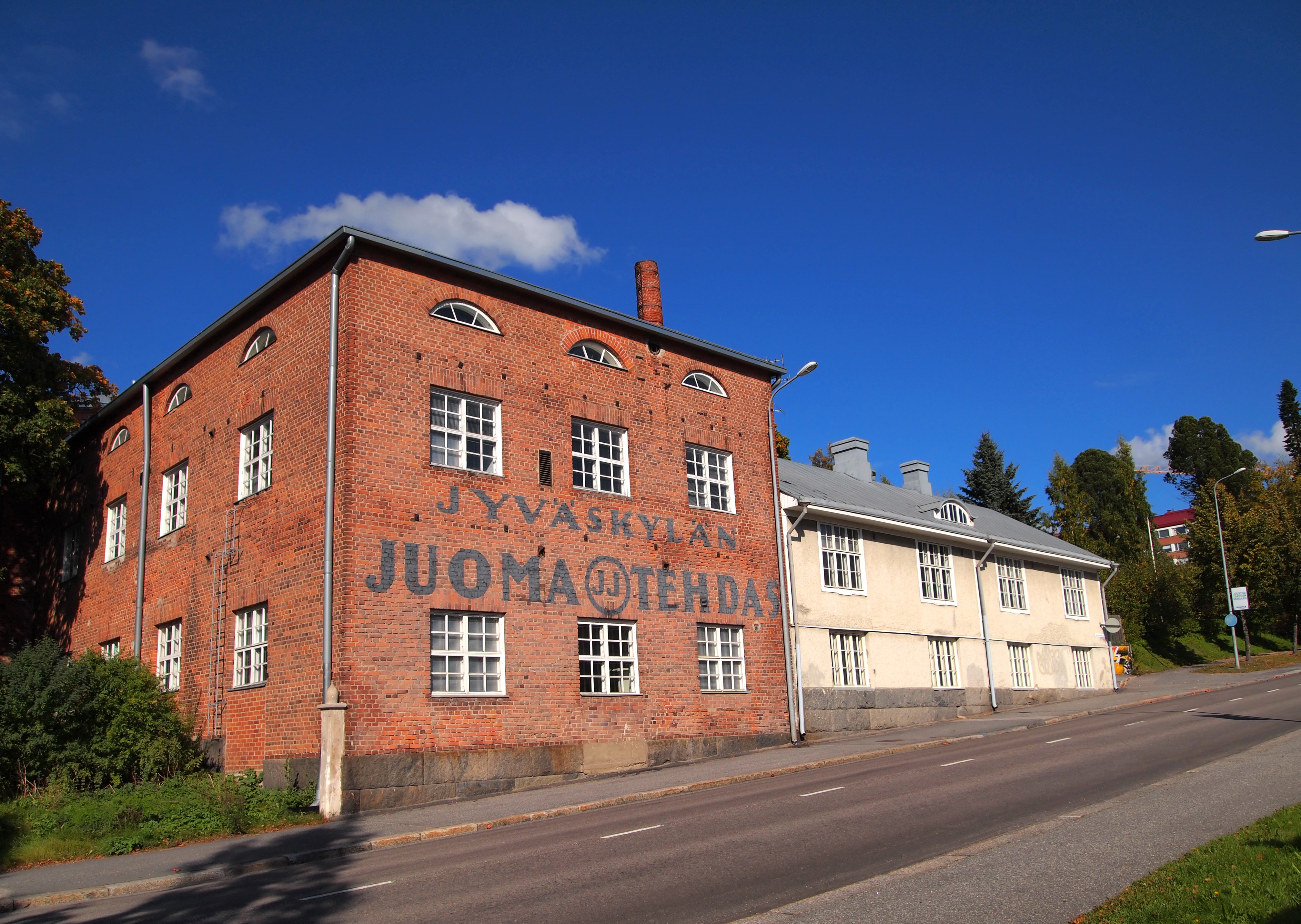
Usine de boissons.
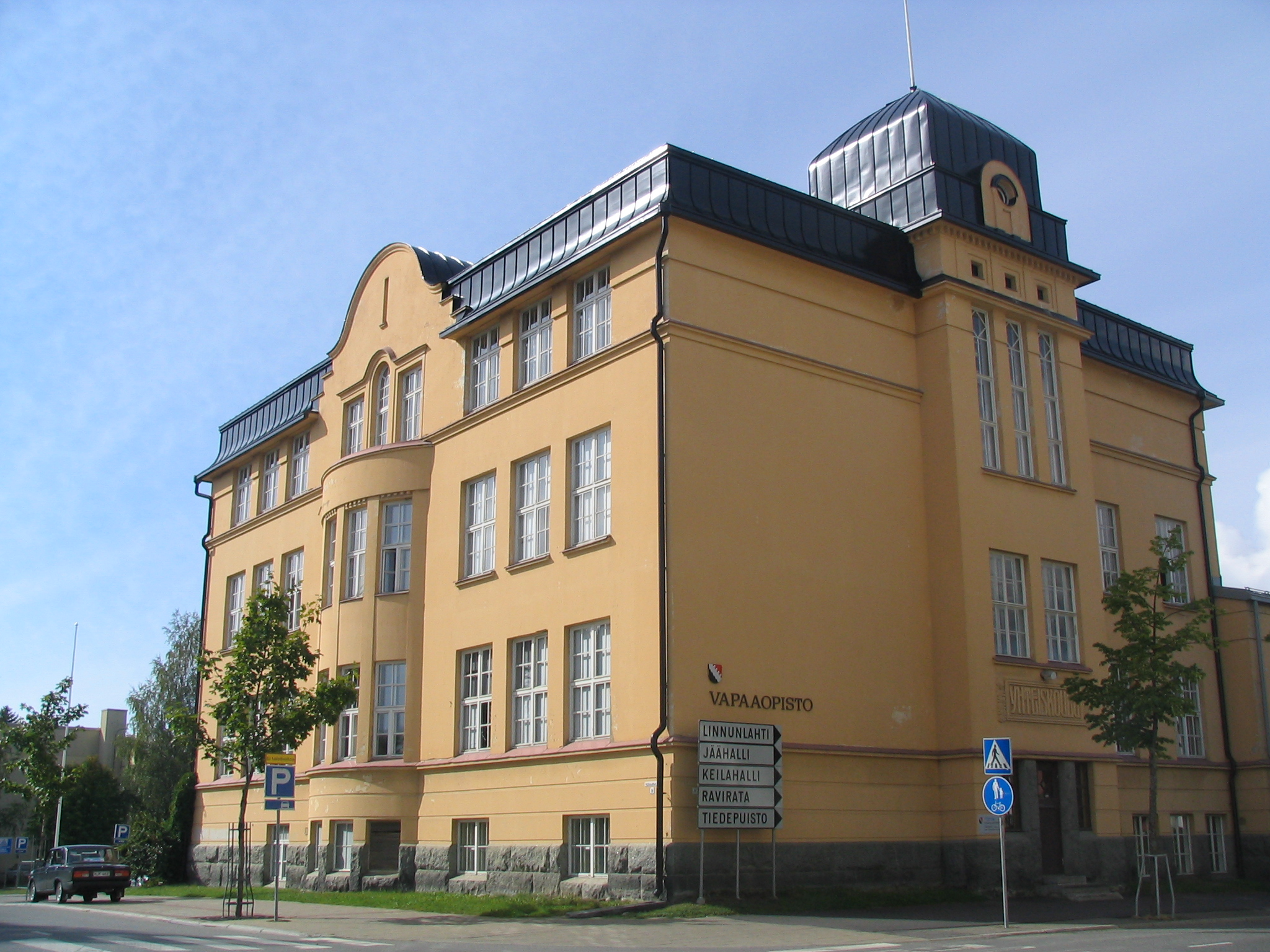
Lycée mixte de Joensuu.